# Ossian (Iowa)
Ossian és una població dels Estats Units a l'estat d'Iowa. Segons el cens del 2000 tenia 853 habitants.

## Demografia
Segons el cens del 2000, Ossian tenia 853 habitants, 330 habitatges, i 220 famílies. La densitat de població era de 299,4 habitants/km².
Dels 330 habitatges en un 33,6% hi vivien nens de menys de 18 anys, en un 57,9% hi vivien parelles casades, en un 5,5% dones solteres, i en un 33,3% no eren unitats familiars. En el 29,7% dels habitatges hi vivien persones soles el 17,9% de les quals corresponia a persones de 65 anys o més que vivien soles. El nombre mitjà de persones vivint en cada habitatge era de 2,47 i el nombre mitjà de persones que vivien en cada família era de 3,09.
Per edats la població es repartia de la següent manera: un 27,8% tenia menys de 18 anys, un 5% entre 18 i 24, un 26% entre 25 i 44, un 18,6% de 45 a 60 i un 22,5% 65 anys o més.
L'edat mediana era de 39 anys. Per cada 100 dones de 18 o més anys hi havia 86,1 homes.
La renda mediana per habitatge era de 38.214 $ i la renda mediana per família de 44.306 $. Els homes tenien una renda mediana de 30.500 $ mentre que les dones 20.781 $. La renda per capita de la població era de 16.490 $. Entorn del 3% de les famílies i el 5,8% de la població estaven per davall del llindar de pobresa.

## Poblacions més properes
El següent diagrama mostra les poblacions més properes.